# (32971) 1996 RQ10
1996 RQ10 (asteroide 32971) é um asteroide da cintura principal. Possui uma excentricidade de 0.10797310 e uma inclinação de 1.04666º.
Este asteroide foi descoberto no dia 8 de setembro de 1996 por Spacewatch em Kitt Peak.